# Budy Dłutowskie
Budy Dłutowskie (prononciation [ˈbudɨ dwuˈtɔfskʲɛ]) est un village de la gmina de Dłutów, du powiat de Pabianice, dans la voïvodie de Łódź, situé dans le centre de la Pologne.
Il se situe à environ 2 kilomètres au nord-est de Dłutów (siège de la gmina), 10 kilomètres au sud de Pabianice (siège du powiat) et 25 kilomètres au sud de Łódź (capitale de la voïvodie).

## Administration
De 1975 à 1998, le village était attaché administrativement à l'ancienne voïvodie de Piotrków.

Depuis 1999, il fait partie de la nouvelle voïvodie de Łódź.